# Henricus Huijbers
Henricus Franciscus Maria Huijbers (Utrecht, 26 december 1881 – Nijmegen, 17 maart 1929) was een Nederlands historicus. Zijn achternaam wordt ook wel gespeld als Huybers. 
Huijbers werd geboren te Utrecht als zoon van Johannes Henricus Huijbers, notaris, en Helena Margaretha Roosen. De lagere school volgde hij in Instituut Saint-Louis. Daarna ging Huijbers naar het Stedelijk Gymnasium in Utrecht. Hij studeerde vervolgens Nederlandse letteren en geschiedenis aan de Universiteit van Utrecht, waar hij in 1907 zijn doctoraalexamen behaalde. In 1913 promoveerde hij bij G.W. Kernkamp op de dissertatie Don Juan van Oostenrijk. Landvoogd der Nederlanden I (deel II verscheen in 1914). In datzelfde jaar richtte hij samen met Th. Goossens en J. Witlox het Historisch Tijdschrift op. Op 17 juni 1913 trouwde hij met Maria Joanna Gerarda Baesjou.
Van 1910 tot 1917 werkte Huijbers als leraar in het middelbaar onderwijs en aan de Rijkslandbouwschool te Wageningen. Vanaf 1913 doceerde hij aan de R.K. Leergangen te Tilburg, eerst als buitengewoon en later als gewoon docent. Bij de oprichting van de Katholieke Universiteit Nijmegen in 1923 werd hij aldaar de eerste hoogleraar in de algemene en vaderlandse geschiedenis der nieuwere tijden.
Huijbers was katholiek en zette zich er sterk voor in dat zijn levensbeschouwing een plaats kreeg binnen zijn vakgebied. Hij heeft een grote invloed gehad op het katholieke geschiedenisonderwijs doordat hij samen met Jean Chrétien Joseph Kleijntjens een serie geschiedenisleerboeken uitgaf.
In 1929 overleed Huijbers aan een nierkwaal. 

### Met J. Kleijntjens
- J. Kleijntjens en H.F.M. Huijbers, Repetitieboekje der algemeene geschiedenis (1789 tot heden)  (ca. 1910)
- J. Kleijntjens en H.F.M. Huijbers, Repetitieboekje der Nederlandsche Geschiedenis (1789 tot heden) (ca. 1915)
- J. Kleijntjens en H.F.M. Huijbers, Tooneel der eeuwen (verschillende delen, ca. 1920)
- J. Kleijntjens en H.F.M. Huijbers, Sint Willebrords kerk, Opkomst en bloei (1924)
- J. Kleijntjens en H.F.M. Huijbers, Beknopt leerboek der algemeene geschiedenis
- J. Kleijntjens en H.F.M. Huijbers, Beknopt leerboek der Nederlandsche geschiedenis
- J. Kleijntjens en H.F.M. Huijbers, Leerboek der algemeene geschiedenis